# غوردون سميث
غوردون سميث (بالإنجليزية: Gordon Smith)‏ (14 فبراير 1991 إدنبرة المملكة المتحدة - ) هو لاعب كرة قدم بريطاني يلعب كمهاجم.

## روابط خارجية
- غوردون سميث على موقع قاعدة بيانات كرة القدم.إي يو (الإنجليزية)
- غوردون سميث على موقع Soccerway.com (الإنجليزية)